# یان پاوئو کروک
یان پاوئو کروک (لهستانی: Jan Paweł Kruk؛ زادهٔ ۲ دسامبر ۱۹۴۳) بازیگر اهل لهستان است. وی دانش‌آموختهٔ مدرسه ملی فیلم ووچ است و از سال ۱۹۶۹ در شهر ووچ مشغول فعالیت هنری است.
از فیلم‌ها یا برنامه‌های تلویزیونی که وی در آن نقش داشته‌است، می‌توان به شیطان در کلاس هفتم، چگونه جنگ جهانی دوم را آغاز کردم، کونوپیلکا، آبروی فرزند، کینگ‌سایز، خرده‌دهقانان، سرزمین موعود و تبر اشاره کرد.